# Малороссийское генерал-губернаторство
Малоросси́йское генера́л-губерна́торство — административно-территориальная единица в Российской империи.

## История
Малороссийское генерал-губернаторство учреждено в 1802 году в составе Полтавской и Черниговской губерний.
В 1835 году была присоединена Харьковская губерния. Упразднено 17 февраля 1856 года. 
Резиденция генерал-губернатора находилась в городе Полтаве, а с 1837 года — в городе Харькове.

## Органы власти

### Генерал-губернаторы
| Ф. И. О.                              | Титул, чин, звание                            | Время замещения должности |
| ------------------------------------- | --------------------------------------------- | ------------------------- |
| Куракин Алексей Борисович             | князь, действительный тайный советник         | 04.02.1802—24.11.1807     |
| Лобанов-Ростовский Яков Иванович      | князь, действительный тайный советник         | 24.01.1808—22.02.1816     |
| Репнин-Волконский Николай Григорьевич | князь, генерал-адъютант, генерал от кавалерии | 22.07.1816—06.12.1834     |
| Гурьев Александр Дмитриевич           | граф, генерал-лейтенант                       | 31.12.1834—09.06.1835     |
| Левашов Василий Васильевич            | граф, генерал-адъютант, генерал от кавалерии  | 01.12.1835—29.10.1836     |
| Строганов Александр Григорьевич       | граф, генерал-адъютант, генерал-майор         | 12.11.1836—10.03.1839     |
| Долгоруков Николай Андреевич          | князь, генерал-адъютант, генерал от кавалерии | 28.01.1840—11.04.1847     |
| Кокошкин Сергей Александрович         | генерал-адъютант, генерал-лейтенант           | 30.04.1847—17.02.1856     |